# 리처드 해먼드

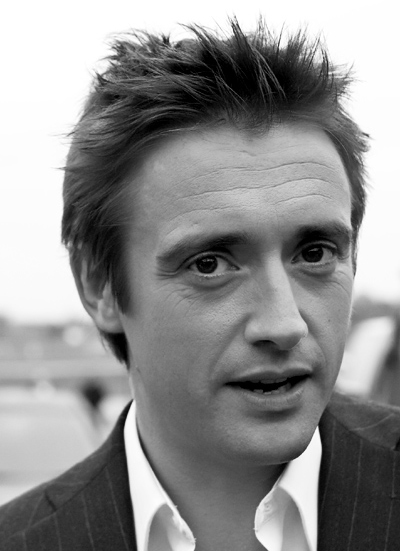
리처드 해먼드

리처드 마크 해먼드(Richard Mark Hammond, 1969년 12월 19일 ~ )는 잉글랜드의 텔레비전 진행자이다. 미술 대학 졸업 후, 여러 지방 라디오 방송국에서 사회자 업무를 시작한다. 2002년부터 BBC의 《탑 기어》의 진행을 맡고 있다.